# 莫戈什瓦亞鄉
44°32′N 26°0′E / 44.533°N 26.000°E
莫戈什瓦亞鄉（羅馬尼亞語：Mogoșoaia, Ilfov），是羅馬尼亞的鄉份，位於該國南部，由伊爾福夫縣負責管轄，面積26平方公里，海拔高度95米，2007年人口5,483，人口密度每平方公里208人。